# Оправа (гірництво)
Опра́ва (рос. обделка) — постійна конструкція, призначена для закріплення гірничої виробки і надання їй проєктного обрису. Термін використовується у тунелебудуванні замість «гірничого кріплення».
Оправа сприймає гірський тиск по контуру виробки, гідростатичний тиск підземних вод, тиск з поверхні землі від наземних будівель, сейсмічні та інші навантаження, тобто є тримальною конструкцією. Вона повинна мати достатні міцність, стійкість і водонепроникність.